# Rio Bohodei
O Rio Bohodei é um rio da Romênia afluente do Rio Aleu, localizado no distrito de Bihor.